# Adrien Truffert
Adrien Truffert (Liegi, 20 novembre 2001) è un calciatore francese, difensore del Bournemouth.

## Biografia
Nato nella città belga di Liegi, rappresenta la Francia a livello nazionale.

## Caratteristiche tecniche
Terzino sinistro, è dotato di una notevole progressione palla al piede ed è in possesso di ottime capacità balistiche. Solitamente utilizzato in difesa, può agire anche in posizione più avanzata.

## Carriera

### Club

#### Rennes
Cresciuto nel settore giovanile del Rennes, il 28 maggio 2020 ha firmato il suo primo contratto professionistico con il club rossoblù, valido fino al 2023. Il 19 settembre seguente ha debuttato fra i professionisti in occasione dell'incontro di Ligue 1 vinto 2-1 contro il Monaco, rimpiazzando Faitout Maouassa nel corso del primo tempo e segnando la rete decisiva al 91'. Il 20 ottobre ha debuttato anche in Champions League nell'incontro della fase a gironi pareggiato 1-1 contro il Krasnodar. Chiude la sua esperienza con Les Rouges et Noirs con 5 stagioni all'attivo, nelle quali ha totalizzato 191 presenze, con 9 gol e 16 assist in tutte le competizioni.

#### Bournemouth
Il 16 giugno 2025 firma un contratto fino al 2030 con la squadra inglese del Bournemouth, in Premier League, per una cifra totale di 17 milioni€ (13.5 di parte fissa + 3.5 di bonus).

### Nazionale
Ha giocato nelle nazionali francesi Under-19 ed Under-21.
Il 25 settembre 2022 ha esordito in nazionale maggiore nella sconfitta per 2-0 contro la Danimarca.

## Statistiche

### Presenze e reti nei club
Statistiche aggiornate al 16 giugno 2025.
| Stagione             | Squadra              | Campionato           | Campionato | Campionato | Coppe nazionali | Coppe nazionali | Coppe nazionali | Coppe continentali | Coppe continentali | Coppe continentali | Altre coppe | Altre coppe | Altre coppe | Totale | Totale | Totale |
| Stagione             | Squadra              | Comp                 | Pres       | Reti       | Comp            | Pres            | Reti            | Comp               | Pres               | Reti               | Comp        | Pres        | Reti        | Pres   | Reti   |        |
| -------------------- | -------------------- | -------------------- | ---------- | ---------- | --------------- | --------------- | --------------- | ------------------ | ------------------ | ------------------ | ----------- | ----------- | ----------- | ------ | ------ | ------ |
| 2018-2019            | Rennes 2             | N3                   | 1          | 0          | -               | -               | -               | -                  | -                  | -                  | -           | -           | -           | 1      | 0      |        |
| 2019-2020            | Rennes 2             | N3                   | 12         | 0          | -               | -               | -               | -                  | -                  | -                  | -           | -           | -           | 12     | 0      |        |
| 2020-2021            | Rennes 2             | N3                   | 2          | 0          | -               | -               | -               | -                  | -                  | -                  | -           | -           | -           | 2      | 0      |        |
| Totale Rennes 2      | Totale Rennes 2      | Totale Rennes 2      | 15         | 0          |                 | -               | -               |                    | -                  | -                  |             | -           | -           | 15     | 0      |        |
| 2020-2021            | Rennes               | L1                   | 29         | 1          | CF              | 0               | 0               | UCL                | 5                  | 0                  | -           | -           | -           | 34     | 1      |        |
| 2021-2022            | Rennes               | L1                   | 30         | 3          | CF              | 2               | 0               | UECL               | 9                  | 0                  | -           | -           | -           | 41     | 3      |        |
| 2022-2023            | Rennes               | L1                   | 28         | 0          | CF              | 2               | 0               | UEL                | 8                  | 0                  | -           | -           | -           | 38     | 0      |        |
| 2023-2024            | Rennes               | L1                   | 30         | 1          | CF              | 5               | 0               | UEL                | 8                  | 1                  | -           | -           | -           | 43     | 2      |        |
| 2024-2025            | Rennes               | L1                   | 33         | 2          | CF              | 2               | 1               | -                  | -                  | -                  | -           | -           | -           | 16     | 2      |        |
| Totale Stade Rennais | Totale Stade Rennais | Totale Stade Rennais | 150        | 7          |                 | 11              | 1               |                    | 30                 | 1                  |             | -           | -           | 191    | 9      |        |
| Totale carriera      | Totale carriera      | Totale carriera      | 165        | 7          |                 | 11              | 1               |                    | 30                 | 1                  |             | -           | -           | 206    | 9      |        |

### Cronologia presenze e reti in nazionale

#### Nazionale maggiore
| Cronologia completa delle presenze e delle reti in nazionale ― Francia | Cronologia completa delle presenze e delle reti in nazionale ― Francia | Cronologia completa delle presenze e delle reti in nazionale ― Francia | Cronologia completa delle presenze e delle reti in nazionale ― Francia | Cronologia completa delle presenze e delle reti in nazionale ― Francia | Cronologia completa delle presenze e delle reti in nazionale ― Francia | Cronologia completa delle presenze e delle reti in nazionale ― Francia | Cronologia completa delle presenze e delle reti in nazionale ― Francia |
| Data                                                                   | Città                                                                  | In casa                                                                | Risultato                                                              | Ospiti                                                                 | Competizione                                                           | Reti                                                                   | Note                                                                   |
| ---------------------------------------------------------------------- | ---------------------------------------------------------------------- | ---------------------------------------------------------------------- | ---------------------------------------------------------------------- | ---------------------------------------------------------------------- | ---------------------------------------------------------------------- | ---------------------------------------------------------------------- | ---------------------------------------------------------------------- |
| 25-9-2022                                                              | Copenaghen                                                             | Danimarca                                                              | 2 – 0                                                                  | Francia                                                                | UEFA Nations League 2022-2023 - 1º turno                               | -                                                                      | 65’                                                                    |
| Totale                                                                 |                                                                        | Presenze                                                               | 1                                                                      |                                                                        | Reti                                                                   | 0                                                                      |                                                                        |

#### Under-21
| Cronologia completa delle presenze e delle reti in nazionale ― Francia under 21 | Cronologia completa delle presenze e delle reti in nazionale ― Francia under 21 | Cronologia completa delle presenze e delle reti in nazionale ― Francia under 21 | Cronologia completa delle presenze e delle reti in nazionale ― Francia under 21 | Cronologia completa delle presenze e delle reti in nazionale ― Francia under 21 | Cronologia completa delle presenze e delle reti in nazionale ― Francia under 21 | Cronologia completa delle presenze e delle reti in nazionale ― Francia under 21 | Cronologia completa delle presenze e delle reti in nazionale ― Francia under 21 |
| Data                                                                            | Città                                                                           | In casa                                                                         | Risultato                                                                       | Ospiti                                                                          | Competizione                                                                    | Reti                                                                            | Note                                                                            |
| ------------------------------------------------------------------------------- | ------------------------------------------------------------------------------- | ------------------------------------------------------------------------------- | ------------------------------------------------------------------------------- | ------------------------------------------------------------------------------- | ------------------------------------------------------------------------------- | ------------------------------------------------------------------------------- | ------------------------------------------------------------------------------- |
| 12-11-2020                                                                      | Vaduz                                                                           | Liechtenstein under 21                                                          | 0 – 5                                                                           | Francia under 21                                                                | Qual. Europeo Under-21 2021                                                     | -                                                                               | 73’                                                                             |
| 16-11-2020                                                                      | Caen                                                                            | Francia under 21                                                                | 3 – 1                                                                           | Svizzera under 21                                                               | Qual. Europeo Under-21 2021                                                     | -                                                                               |                                                                                 |
| Totale                                                                          |                                                                                 | Presenze                                                                        | 2                                                                               |                                                                                 | Reti                                                                            | 0                                                                               |                                                                                 |

#### Under-19
| Cronologia completa delle presenze e delle reti in nazionale ― Francia under 19 | Cronologia completa delle presenze e delle reti in nazionale ― Francia under 19 | Cronologia completa delle presenze e delle reti in nazionale ― Francia under 19 | Cronologia completa delle presenze e delle reti in nazionale ― Francia under 19 | Cronologia completa delle presenze e delle reti in nazionale ― Francia under 19 | Cronologia completa delle presenze e delle reti in nazionale ― Francia under 19 | Cronologia completa delle presenze e delle reti in nazionale ― Francia under 19 | Cronologia completa delle presenze e delle reti in nazionale ― Francia under 19 |
| Data                                                                            | Città                                                                           | In casa                                                                         | Risultato                                                                       | Ospiti                                                                          | Competizione                                                                    | Reti                                                                            | Note                                                                            |
| ------------------------------------------------------------------------------- | ------------------------------------------------------------------------------- | ------------------------------------------------------------------------------- | ------------------------------------------------------------------------------- | ------------------------------------------------------------------------------- | ------------------------------------------------------------------------------- | ------------------------------------------------------------------------------- | ------------------------------------------------------------------------------- |
| 13-11-2019                                                                      | Køge                                                                            | Francia under 19                                                                | 5 – 0                                                                           | Fær Øer under 19                                                                | Qual. Europeo Under-19 2020                                                     | 2                                                                               | 82’                                                                             |
| 16-11-2019                                                                      | Køge                                                                            | Francia under 19                                                                | 2 – 0                                                                           | Finlandia under 19                                                              | Qual. Europeo Under-19 2020                                                     | -                                                                               | 80’                                                                             |
| 19-11-2019                                                                      | Køge                                                                            | Danimarca under 19                                                              | 1 – 0                                                                           | Francia under 19                                                                | Qual. Europeo Under-19 2020                                                     | -                                                                               |                                                                                 |
| Totale                                                                          |                                                                                 | Presenze                                                                        | 3                                                                               |                                                                                 | Reti                                                                            | 2                                                                               |                                                                                 |